# Mittelalterarchäologie
Die Mittelalterarchäologie – aufgrund der zunehmenden Integration der Neuzeitarchäologie inzwischen oft als Archäologie des Mittelalters und der Neuzeit bezeichnet – ist eine archäologische Disziplin, die Erkenntnisse über das Mittelalter aus Boden- und Baubefunden sowie den bei Ausgrabungen und Bauuntersuchungen gewonnenen (also nicht museal überlieferten) Hinterlassenschaften (Befunden und Funden) gewinnt. Sie ergänzt das Wissen zum Mittelalter um solche Aspekte, die aus der Analyse schriftlicher oder bildlicher Quellen nicht zu gewinnen sind.
Methodisch ist die Mittelalterarchäologie mit der Ur- und Frühgeschichte verwandt; doch spielt im Unterschied zu dieser die Einbindung der Schrift- und Bildquellen eine wichtige Rolle. Enge Beziehungen bestehen weiterhin zur Kunst- und Architekturgeschichte und zur Geographie sowie natürlich zur Mittelalterlichen Geschichte.

## Forschungsgeschichte
Die Archäologie des Mittelalters ist verhältnismäßig jung und betrifft auf europäischer Ebene ein regional unterschiedlich eingegrenztes Feld. Der Begriff Mittelalter bezeichnet in Teilbereichen der europäischen Geschichte die Epoche zwischen Antike und Neuzeit (6. bis 15. Jahrhundert). In Skandinavien beginnt es nach der Wikingerzeit (800 bis 1050).

### Entwicklung in Deutschland
Nach einzelnen Anfängen im 19. Jahrhundert kam es vor allem in den 1960er Jahren zu einem Entwicklungsschub, der in einigen Bundesländern zur Etablierung in der Denkmalpflege und zur Einrichtung eines Lehrstuhls in Bamberg führte. Neben Geographen und Kunsthistorikern waren vor allem Prähistoriker an der Entwicklung des Fachs beteiligt, was Methode und Theorie bis heute prägt. Seit 1973 gibt es mit der „Zeitschrift für Archäologie des Mittelalters“ eine eigene Fachzeitschrift, die jedoch auf der Privatinitiative der Herausgeber beruht. Die Deutsche Gesellschaft für Archäologie des Mittelalters und der Neuzeit (DGAMN) hat ihr Mitteilungsblatt inzwischen ebenfalls zu einer anerkannten Fachzeitschrift ausbauen können, in der regelmäßig die Tagungen der Gesellschaft dokumentiert sind.
1987 veröffentlichte Günter P. Fehring eine Einführung in die Mittelalterarchäologie. Heute betreffen die weitaus meisten Aktivitäten der Bodendenkmalpflege mittelalterliche Objekte.
Seit den 1970er Jahren wird zunehmend auch die Neuzeit einbezogen. Dabei ist zum einen auf die grundsätzlich gleiche methodische Problematik der Kombination archäologischer und schriftlicher Quellen zu verweisen. Hinzu kommt häufig die Idee des „langen Mittelalters“, die der französische Historiker Jacques Le Goff formuliert hat. Zunehmend wird die Disziplin daher als „Archäologie des Mittelalters und der Neuzeit“ bezeichnet.

### Situation in anderen europäischen Ländern
In Großbritannien und Skandinavien konnte sich eine Archäologie des Mittelalters früher etablieren als in Deutschland, da hier die schriftliche Überlieferung später einsetzt und die Notwendigkeit einer archäologischen Erforschung daher weniger kontrovers war. Dementsprechend hat auch hier früher eine Ausweitung in die Neuzeit stattgefunden.
Im Mittelmeerraum hat eine Auseinandersetzung vor allem mit kirchlicher Archäologie im Rahmen der christlichen Archäologie und der byzantinischen Archäologie zu einer archäologischen Erforschung des Mittelalters geführt. Zahlreiche Survey-Projekte, wie sie v. a. seit den 1970er Jahren zunehmend durchgeführt wurden und die von der prähistorischen bzw. klassischen Archäologie ausgingen, haben zwangsläufig auch jüngere Monumente erbracht. Damit dehnte sich das Spektrum der Fragestellungen über die Sakralbauten hinaus aus. In Italien hat sich eine breit aufgestellte Archäologie des Mittelalters entwickeln können, die wichtige Impulse durch französische und britische Projekte erhalten hat und v. a. durch Riccardo Francovich geprägt wurde.
In Spanien galt das Interesse lange Zeit v. a. der islamischen Periode (islamische Archäologie), doch rückt zunehmend auch die Zeit nach der reconquista ins Blickfeld. In Ungarn gründete András Kubinyi 1987 an der Loránd-Eötvös-Universität für Wissenschaften den ersten Lehrstuhl für Archäologie des Mittelalters und der Frühen Neuzeit in Ostmitteleuropa. Die Thematik umfasste den Zeitraum von der ungarischen Staatsgründung (um 1000) bis zum Ende der Osmanenzeit in Ungarn (Anfang des 18. Jahrhunderts) und war stark interdisziplinär geprägt.

## Forschungsfelder
- Siedlungsarchäologie: ländliche Siedlungen, Städte, Burgen, Klöster

In der Praxis ist die Stadtarchäologie ein wichtiges Tätigkeits- und Forschungsfeld der Mittelalterarchäologen. Im Rahmen von Baumaßnahmen muss hier denkmalpflegerisch reagiert und in Notgrabungen dokumentiert werden, was Bodeneingriffen zum Opfer fällt. Bei der Stadtarchäologie ist stets ein lokalhistorischer Bezug gegeben, der viel zum Selbstverständnis und Heimatgefühl einer Stadt beitragen kann.
- Archäologie des Kults: Kirchen, Klöster, Bestattungsplätze, heidnische und jüdische Kultbauten
- Sachkulturforschung

Im Unterschied zu anderen Disziplinen wie der Kunstgeschichte und der Volkskunde erschließt die Archäologie die Sachkultur vor allem aus alltäglichen Ablagerungen etwa in Abfallgruben. Damit hat sie generell die Chance nicht nur die Elite, sondern die in Schrift- und Bildquellen nur ungenügend präsenten Unterschichten zu erfassen.
- Landesgeschichte
- Kulturgeschichte
- Sozialarchäologie: gesellschaftliche Differenzierung, „gender studies“, soziale Praxis und Sozialverhalten
- Wirtschaftsarchäologie: Handwerk und Technik, Produktion und Handel
- Umweltarchäologie
- Archäologie des Krieges: Schlachtfelder, Massengräber

## Definitionen
Im Lauf der kurzen Forschungsgeschichte wurde das Fach unterschiedlich definiert:
- Paul Grimm 1966: archäologische Frühgeschichtsforschung.
- Herbert Jankuhn 1973: direkte Fortsetzung der vor- und frühgeschichtlichen Archäologie, und zwar sowohl nach Problemstellung wie nach methodischem Ansatz.
- Günter P. Fehring 1987: nach Fragestellung und Arbeitsziel eine historische Wissenschaft; aufgrund der in den Boden eingebetteten Sachquellen und ihrer Methoden eine archäologische Disziplin.
- Barbara Scholkmann 1998: eine Geschichtswissenschaft, deren Forschungsgegenstand die gegenständlichen Quellen sind. Die Fragestellungen zielen auf kulturelle Erscheinungen und Entwicklungen, sie arbeitet mit einem breiten Methodenspektrum, dessen Kern die archäologischen Methoden bilden.

In einer neuen Einführung in das Fach von Barbara Scholkmann, Hauke Kenzler und Rainer Schreg findet sich nun eine Definition, die die Archäologie des Mittelalters und der Neuzeit als historische Kulturwissenschaft und als historische Archäologie einordnet. „Sie analysiert die materiellen Hinterlassenschaften des Mittelalters und der Neuzeit mit geistes- und naturwissenschaftlichen Methoden“ und stellt sie in den Kontext der überwiegend schriftlichen und bildlichen Überlieferung. Ziel ist ein Verständnis vergangener Gesellschaften.
Maßgeblich für den chronologischen Beginn des Arbeitsfeldes der Mittelalterarchäologie ist heute die Christianisierung, da sie nicht nur eine kulturelle Veränderung bedeutet, sondern auch einen Wechsel der Quellenlage: Das Ende der beigabenführenden Bestattungen und der Beginn einer von den Klöstern getragenen schriftlichen Überlieferung. Hier ergibt sich ein Überlappungsbereich mit der Ur- und Frühgeschichte. Zur Neuzeit besteht keine eindeutige Grenze, da diese zunehmend in das Selbstverständnis des Faches integriert wird.

## Theorie und Methode
Die Archäologie des Mittelalters und der Neuzeit bedient sich bei der Erschließung ihrer Quellen vorrangig archäologischer Methoden. Bei der Interpretation ihrer Quellen ist es notwendig, diese mit den Ergebnissen der anderen mediaevistischen Disziplinen bzw. vielmehr mit den Aussagen der schriftlichen und bildlichen Quellen in Bezug setzen. Das erfordert eine Methodik der Interpretation, die über die in der Ur- und Frühgeschichte gebräuchliche Analogiebildung hinausgeht. Eine diesbezügliche Theoriebildung beginnt gerade erst, da sich dieses Problem im Rahmen der Ur- und Frühgeschichte in dieser Weise kaum gestellt hatte (Schreg 2007).
Nach ihrer Methode ist die Archäologie des Mittelalters und der Neuzeit (wie die klassische Archäologie) daher eine historische Archäologie, für die das Nebeneinander materieller und schriftlicher (bildlicher) Quellen charakteristisch ist. Neuere Fragestellungen der historischen Wissenschaften wie die Mentalitätsgeschichte (Schimpff 2004) dringen in die Mittelalterarchäologie erst langsam ein.

## Universitäre Situation
Mittelalterarchäologie ist Studienfach an verschiedenen Universitäten in Deutschland wie beispielsweise Tübingen oder Bamberg. Einzelne Lehrangebote bestehen darüber hinaus auch an anderen Universitäten, meist im Kontext der Ur- und Frühgeschichte (Bonn, Berlin, München, Halle) oder der Kunstgeschichte (Heidelberg). Aufgrund der geringen Zahl an Fachstandorten und Lehrstühlen gilt die Mittelalterarchäologie in der deutschen Hochschulpolitik als Kleines Fach.
In anderen Ländern ist die Archäologie des Mittelalters in die Kunstgeschichte (Mittelmeerraum) oder – wie vielfach auch die prähistorische Archäologie – in die Geschichte (Osteuropa) eingebunden.

### Dänemark
- Section for Medieval and Renaissance Archaeology – Department of Culture and Society an der Aarhus Universitetet.

### Deutschland
- Institut für Archäologische Wissenschaften, Denkmalwissenschaften und Kunstgeschichte: Lehrstuhl für Archäologie des Mittelalters und der Neuzeit der Otto-Friedrich-Universität Bamberg.[2]
- Institut für Ur- und Frühgeschichte und Archäologie des Mittelalters der Albert-Ludwigs-Universität Freiburg im Breisgau.
- Archäologie des Mittelalters und der Neuzeit des Instituts für Kunstgeschichte und Archäologien Europas – Prähistorische Archäologie Mitteleuropas – der Philosophischen Fakultät I: Sozialwissenschaften und historische Kulturwissenschaften der Martin-Luther-Universität Halle-Wittenberg.
- Institut für Ur- und Frühgeschichte und Archäologie des Mittelalters der Eberhard-Karls-Universität Tübingen mit den Abteilungen Ältere Urgeschichte und Quartärökologie (Mathematisch-Naturwissenschaftliche Fakultät), der Abteilung Jüngere Urgeschichte und Frühgeschichte[3] (Philosophische Fakultät) und der Abteilung Archäologie des Mittelalters[4] (Philosophische Fakultät).
- Professur für Mittelalterliche Geschichte/Historische Hilfswissenschaften an der Universität Trier (derzeitiger Inhaber: Lukas Clemens) in Kooperation mit dortiger Klassischer und Geo-Archäologie sowie dem Forschungsschwerpunkt Experimentelle Archäologie (Alte Geschichte).
- Professur für Frühgeschichte, Mittelalterarchäologie und Neuzeitarchäologie an der Christian-Albrechts-Universität Kiel (derzeitige Inhaber: Ulrich Müller), angesiedelt am Institut für Ur- und Frühgeschichte.[5]

### Italien
An einer Reihe von Universitäten wird Archäologie des Mittelalters in Verbindung mit Christlicher Archäologie gelehrt. Eigenständige Fachvertretungen sind im Folgenden genannt.
- Dipartimento di Archeologia e Storia delle Arti, Area di Archeologia Medievale (Department für Archäologie und Kunstgeschichte, Abteilung Mittelalterarchäologie) an der Universität Siena mit den Außenstellen Grosseto, Poggibonsi und Val di Cornia.
- Lehrstuhl für Mittelalterarchäologie an der Universität Sassari auf Sardinien.
- Lehrstuhl für Mittelalterarchäologie an der Universität Venedig.
- Department für Archäologie, Abteilung Mittelalterarchäologie der Universität Bologna mit Sitz in Ravenna.
- Lehrstuhl für Mittelalterarchäologie der Universität Padua.
- Laboratorio di Archeologia Medievale im Dipartimento di Beni Culturali, settore storico-archeologico der Universität Lecce.
- Mittelalterarchäologie im Dipartimento di scienze archeologiche der Universität Pisa.

### Niederlande
- Faculty of Archaeology, Abteilung Mittelalterarchäologie der Universität Leiden[6]

### Österreich
- Mittelalter- und Neuzeitarchäologie am Institut für Archäologien der Leopold-Franzens-Universität Innsbruck.
- Mittelalter- und Neuzeitarchäologie am Institut für Ur- und Frühgeschichte der Universität Wien.[7]

### Schweiz
- Lehrstuhl für Archäologie und mittelalterliche Kunstgeschichte am Kunsthistorischen Institut der Universität Zürich.

## Gesellschaften

### Deutschland
- Deutsche Gesellschaft für Archäologie des Mittelalters und der Neuzeit

### England
- Society for Medieval Archaeology[8]

### Österreich
- Österreichische Gesellschaft für Mittelalterarchäologie (ÖGM)

### Schweiz
- Schweizerische Arbeitsgemeinschaft für Archäologie des Mittelalters und der Neuzeit